# Judocus Arschot
Judocus Arschot (Brugge, ca. 1670-1721) was een Zuid-Nederlands kunstschilder.

## Levensloop
Arschot was een leerling van Hendrik Herregouts en werd vrijmeester in de Brugse schildersgilde in 1693.
Samen met Jan-Baptist Herregouts, Jozef Vanden Kerckhove (1667-1724) en Marc Van Duvenede stichtte hij in 1717 de Academie voor schone kunsten in Brugge. Hij kon er zelf niet lang aan meewerken, aangezien hij een paar jaar nadien overleed.
De Sint-Salvatorskathedraal bewaart zijn altaarstuk uit 1701 De beproeving van Job, dat boven het altaar hangt in de kapel van Sint-Job.

## Bron
- Stadsarchief Brugge, Bouck van de confrerie van de vry ende exempte schilder- ende teeckenconst, opghereght binnen de stadt van Brugghe onder de bescherminghe van den heylighen evangelist Lucas (bevat afschriften i.v.m. de oprichting van de academie in 1717-1720 en de heroprichting in 1738-1739, resoluties van het bestuur 1721-1754, handtekeningen van de personen die als confrater toetreden 1721-1771 en een alfabetische lijst van de confraters in 1763). (register)